# Академія Святого Юра
Академія Святого Юра (англ. St. George Academy) — це приватний навчальний заклад, розташований в Українському селі (англ. East Village) в мікрорайоні Іст-Вілдж на Мангеттені у Нью-Йорку та готує студентів до вступу у коледжі та університети. Навчальний заклад базується у римо-католицькій архієпархії штату Нью-Йорк та Стемфордській єпархії Філадельфійської митрополії Української греко-католицької церкви.

## Історія
У 1940 році отцями ордена святого Василія Великого та парафія Української греко-католицької церкви церкви Святого Юра заснували початкову школу, а згодом і середню школу, яка була акредитована штатом Нью-Йорк. У 1958 році було збудовано будівлю школи. На базі школи у 1968 році була заснована Академія Святого Юра.